# Diponggo
Diponggo is een bestuurslaag in het regentschap Gresik van de provincie Oost-Java, Indonesië. Diponggo telt 699 inwoners (volkstelling 2010).